# Guangfu (Hualien)
Guangfu (chinesisch 光復鄉, Pinyin Guāngfù Xiāng) ist eine Landgemeinde im Landkreis Hualien in der Republik China (Taiwan).

## Lage und Klima
Guangfu liegt in der nördlichen Hälfte des Huatung-Tals, das sich entlang der Ostküste Taiwans erstreckt. Im Osten bildet das Haian-Gebirge und im Westen das Zentralgebirge die natürliche geografische Begrenzung des Tals und der Gemeinde.
Die drei Hauptfließgewässer in Guangfu sind der Tai’an (太鞍溪), Hualien (花蓮溪) und Guangfu (光復溪).
Das Klima ist subtropisch und vom Monsun geprägt. Die Jahresmitteltemperatur beträgt etwa 22,7 °C und der Jahresniederschlag liegt bei etwa 2590 mm mit durchschnittlich 143 Regentagen im Jahr. Die Nachbargemeinden von Guangfu sind Fenglin im Norden, Fengbin im Osten, Ruisui im Süden und Wanrong im Westen.

## Geschichte
Die ursprünglichen Bewohner der Gegend gehörten den indigenen Ethnien Taiwans an (meist Amis). Seit Mitte des 19. Jahrhunderts wanderten zunehmend Han-Chinesen ein. Nachdem Taiwan nach dem Zweiten Weltkrieg an die Republik China gekommen war, erhielt die Gemeinde zum Gedenken an dieses Ereignis am 1. März 1947 den Namen Guangfu Xiang (光復鄉, „wiedergewonnene Landgemeinde“). Mit der Übersiedlung der nationalchinesischen Regierung nach Taiwan im Jahr 1949 kamen viele Kuomintang-Anhänger vom chinesischen Festland (viele aus den südlichen Provinzen Fujian und Guangdong) auf die Insel Taiwan und ließen sich auch in Guangfu nieder. Oft handelte es sich um ehemalige Militärangehörige. Dadurch veränderte sich die ethnische Zusammensetzung der Bevölkerung erheblich. Den historisch höchsten Bevölkerungsstand erreichte Guangfu im Jahr 1971 mit 23.628 Einwohnern. Seitdem ging die Bevölkerungszahl kontinuierlich zurück.
Im Jahr 2014 erhoben Vertreter der indigenen Bevölkerung die Forderung, dass der Gemeindename in den austronesischen Namen Matei (馬太) geändert werden solle.
| Gliederung von Guangfu |
| a: Dahua 大華村 b: Da’ān 大安村 c: Dajin 大進村 d: Datong 大同村 e: Daping 大平村 f: Beifu 北富村 a b c d e f Da’ma 大馬村 Daxing 大興村 Dafeng 大豐村 Dongfu 東富村 Dafu 大富村 Daqua 大全村 Xifu 西富村 Nanfu 南富村 |

## Administration
Guangfu ist in 14 Dörfer untergliedert: Dahua (大華村), Da’ān (大安村), Dajin (大進村), Datong (大同村), Daping (大平村), Beifu (北富村), Da’ma (大馬村), Daxing (大興村), Dafeng (大豐村), Dongfu (東富村), Dafu (大富村), Daqua (大全村), Xifu (西富村) und Nanfu (南富村).

## Bevölkerung
Ende 2017 lebten 6822 Angehörige indigener Völker, entsprechend etwa 53 Prozent der Bevölkerung, in Guangfu. Die andere Hälfte der Bevölkerung besteht überwiegend aus Hoklo und Hakka. Letztere sind in Guangfu im Vergleich zum taiwanischen Durchschnitt überproportional stark vertreten.

## Landwirtschaft
Der größte Teil der Bevölkerung ist in der Landwirtschaft beschäftigt. Typische Produkte der Region sind verschiedene Reissorten, diverse Früchte und Gemüse, Bambussprossen, Catjangbohnen (樹豆, „Baumbohnen“), Betelnüsse, u. a. m. Der früher dominierenden Zuckerrohranbau ist aufgrund des Preisverfalls ganz zurückgegangen.

## Verkehr
Die wichtigsten Verkehrsverbindungen folgen dem Verlauf des Huatung-Tals. Am westlichen Rand verläuft die Provinzstraße 9, am östlichen Rand die Kreisstraße 193. Quer dazu nimmt die Provinzstraße 11A (11甲) im nördlichen Abschnitt ihren Lauf. Weitgehend parallel zur Provinzstraße 9 verläuft die Taitung-Linie (臺東線) der Taiwanischen Eisenbahn. In Guangfu gibt es zwei Haltebahnhöfe: Guangfu (光復) und Dafu (大富).

## Tourismus
Touristische Ziele in Guangfu sind unter anderem das Matai’an-Feuchtgebiet (馬太鞍濕地公園), ein geschützter Naturpark, in dem sich zahlreiche Wasserpflanzen und Kleintiere finden und die alte Zuckerfabrik, die auf die japanische Kolonialzeit zurückgeht.

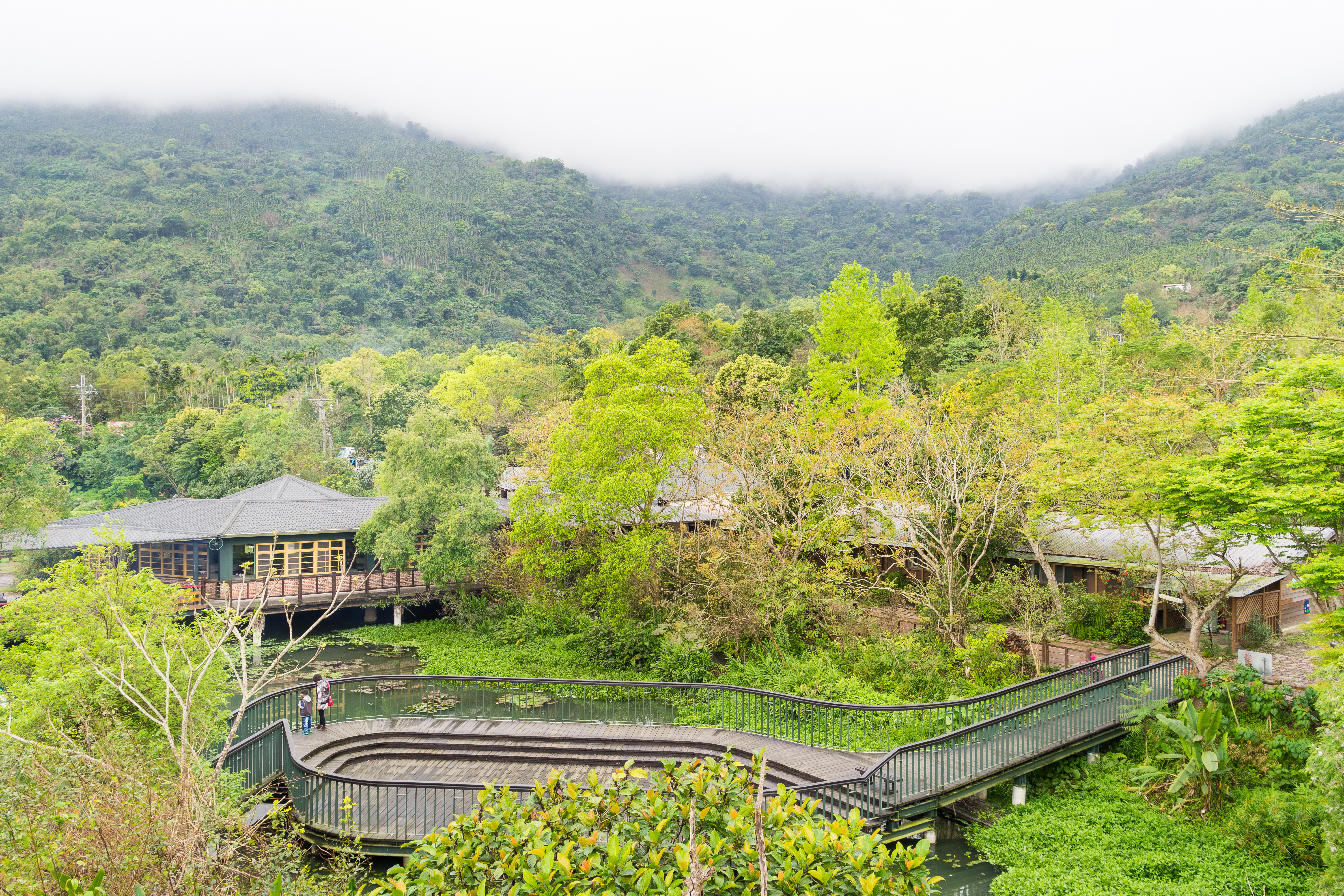
Matai’an-Feuchtgebiet
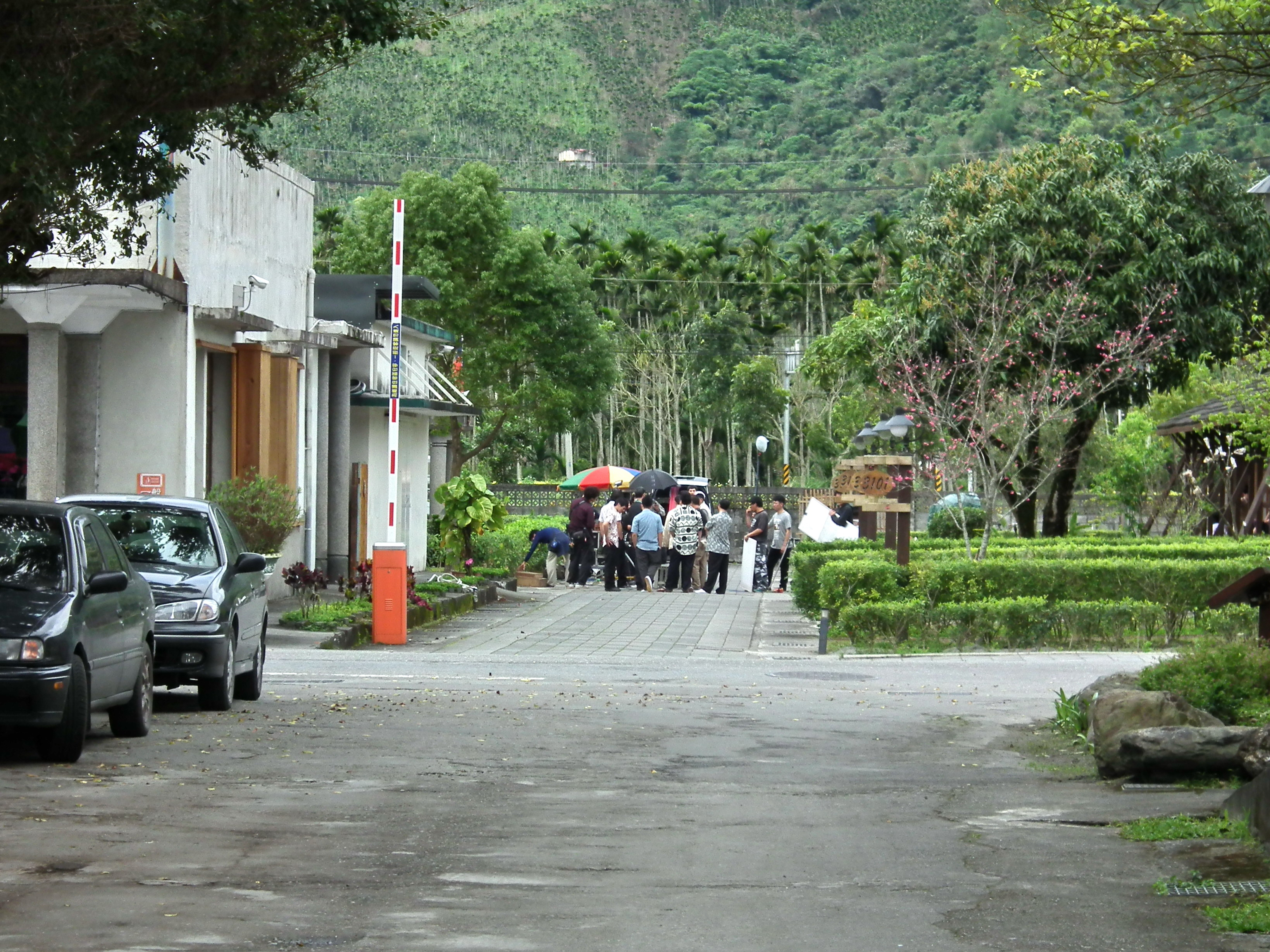
Auf dem Gelände der Zuckerfabrik
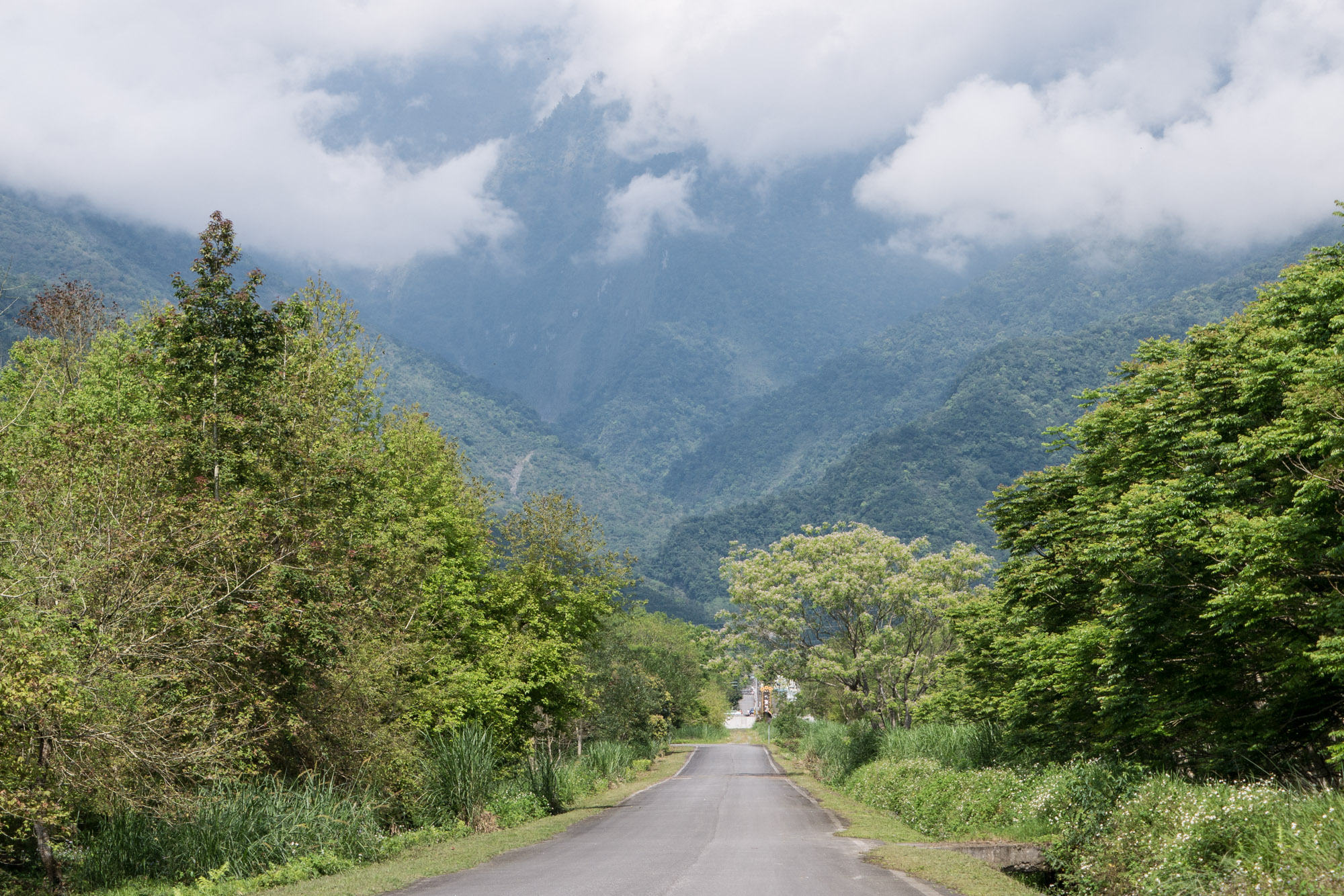
Danong-Dafu-Ebenenwaldgebiet (大農大富平地森林園區)